# Reproductor d'àudio digital

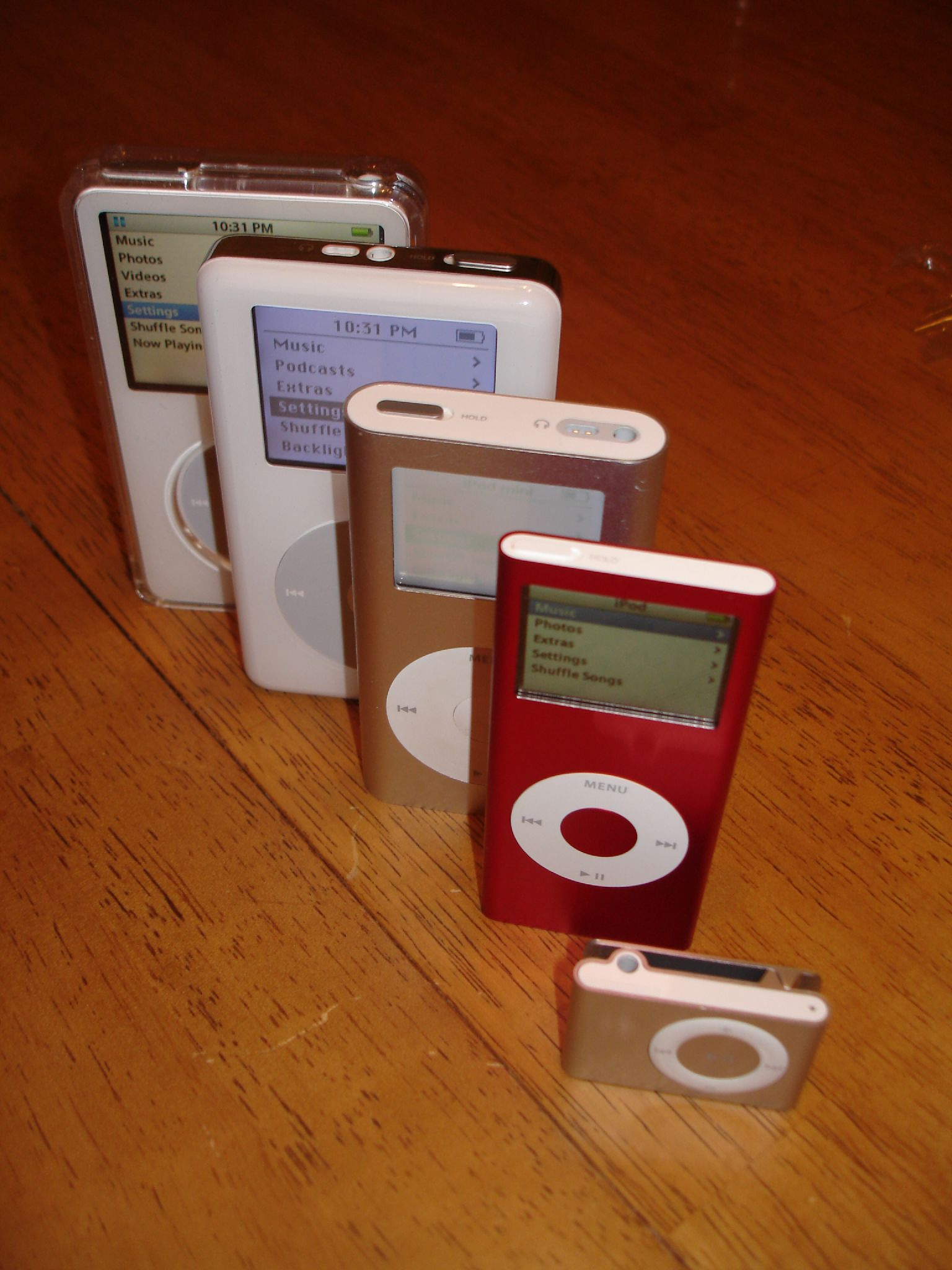
Differents iPods, avui passats de moda

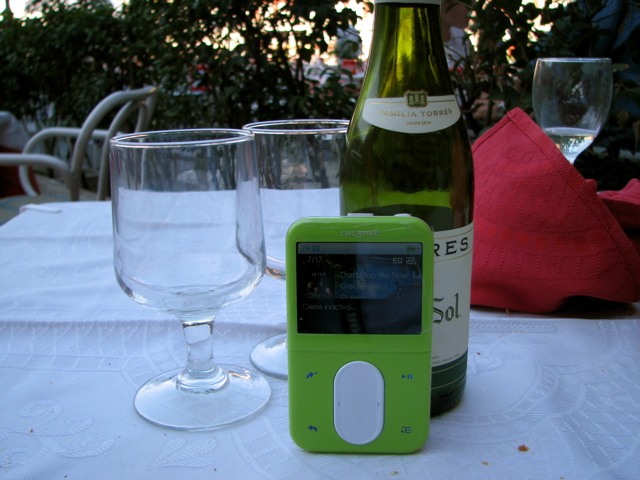
Un ZEN Vision:M amb dic dur (de Creative ZEN)

Un  reproductor d'àudio digital  és un dispositiu que emmagatzema, organitza i reprodueix fitxers d'àudio digital. Generalment se'l denomina  reproductor de MP3 ,  reproductor MP3 , o simplement  MP3  (a causa de la ubiqüitat del format  *. mp3 ), però els reproductors d'àudio digital reprodueixen sovint altres formats de fitxers.
Alguns formats són propietaris, per exemple Windows Media Audio (WMA) i Advanced Audio Coding (AAC) i, fins a cert punt, el MP3. Alguns d'aquests formats també poden incorporar tecnologia DRM restrictiva, com WMA DRM, que sovint formen part de certs llocs de descàrregues de pagament. Altres formats són totalment lliures de patents o són oberts, com Ogg Vorbis, FLAC, i Speex (tot part del projecte obert de multimèdia Ogg).

## Tipus

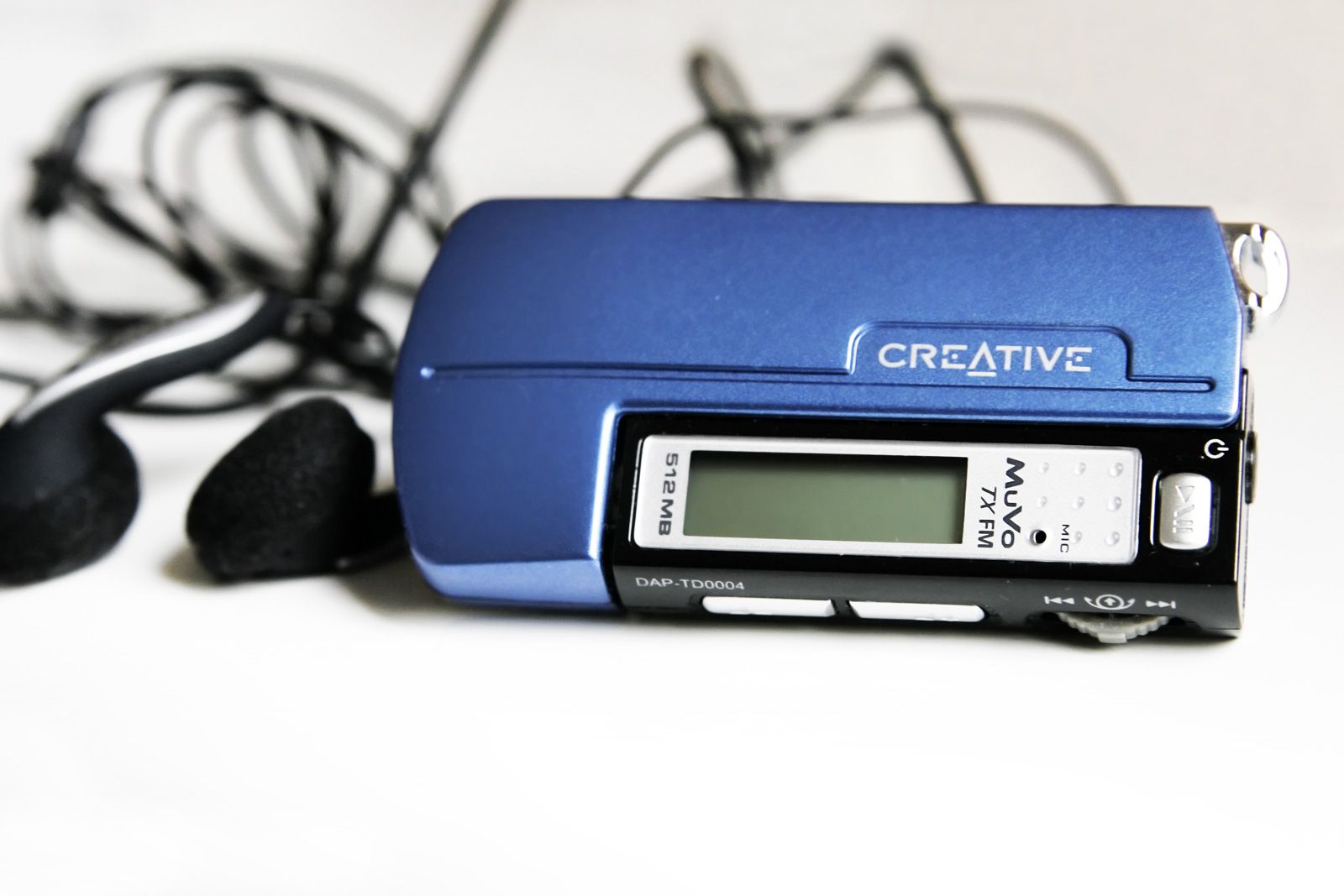
Creative MuVo TX FM 512mb

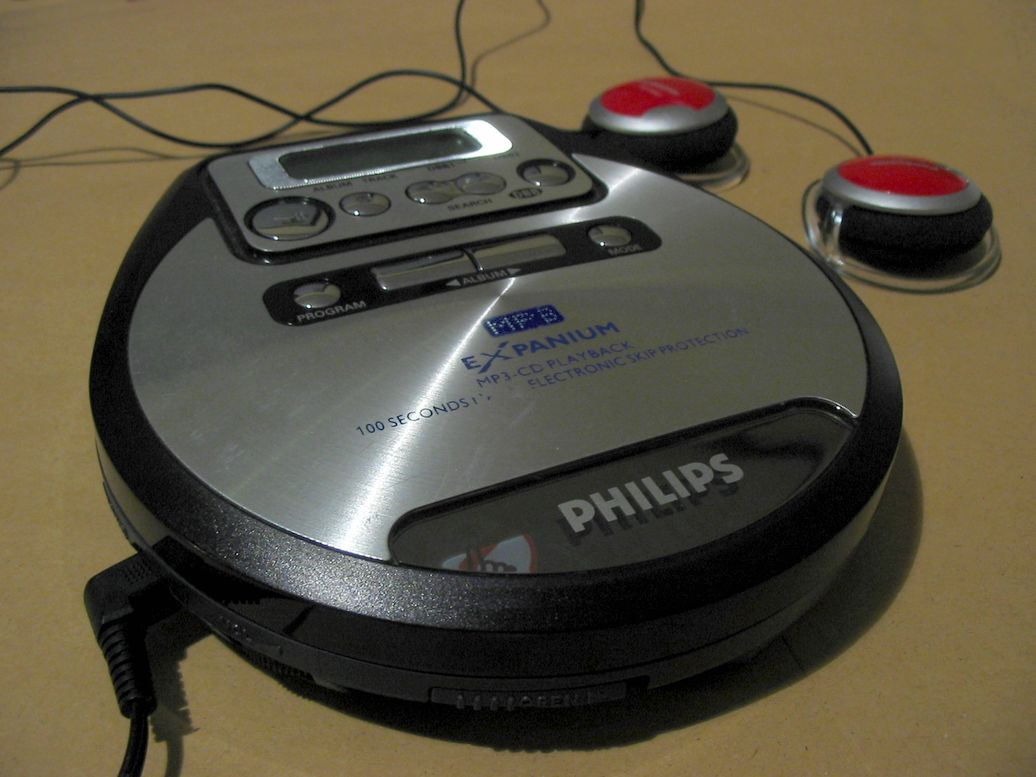
Un reproductor de CD MP3 (Philips Expanium)

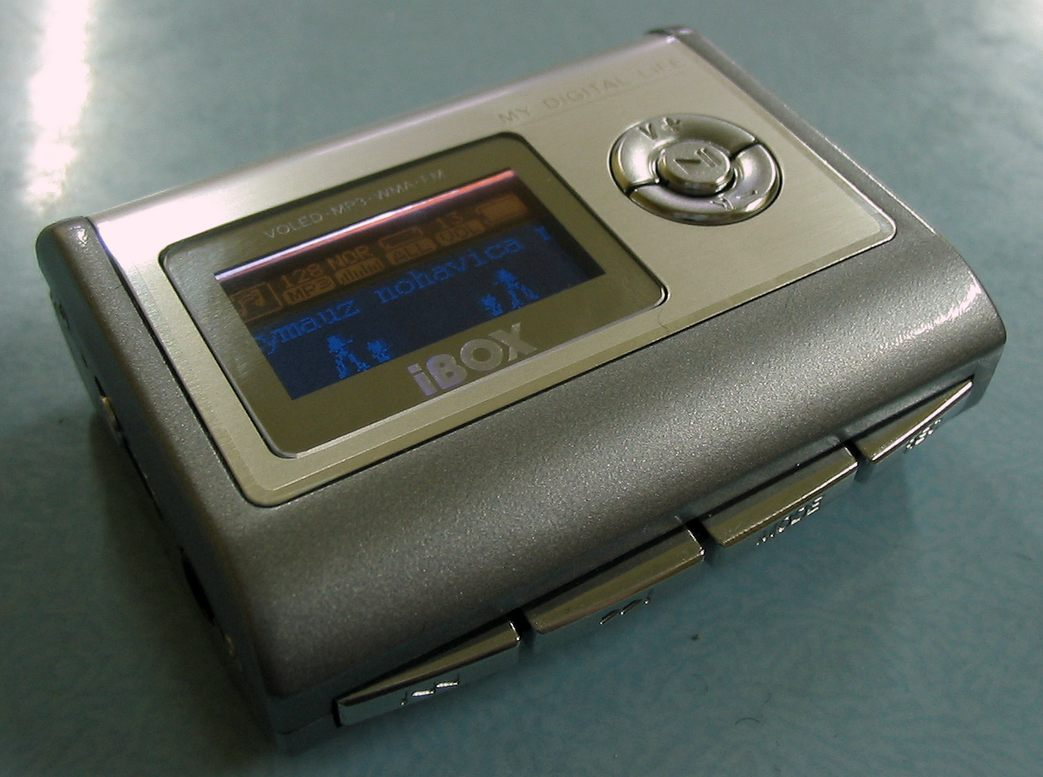
Un reproductor amb memòria flash (iBox Mediamed)

Existeixen principalment tres tipus de reproductors d'àudio digital:
- Reproductors de CD MP3  - Dispositius que reprodueixen CD. Sovint, pot ser usats per reproduir algun CD d'àudio i CD's de dades casolans que contenen MP3 o altres fitxers d'àudio digital.
- Reproductors basats en Flash  - Aquests són dispositius que emmagatzemen fitxers d'àudio digital en memòria interna o externa, com targetes de memòria. Normalment són dispositius amb poca capacitat d'emmagatzematge, típicament entre 128MB i 64GB, que poden ser sovint ampliats amb memòria addicional, són barats i resistents a cops.
- Reproductors basats en disc dur  - Dispositius que llegeixen fitxers d'àudio digital des d'un disc dur. Aquests reproductors tenen capacitats d'emmagatzematge més grans, des d'1,5 GB a 180GB, depenent en la tecnologia del disc dur, a contrapartida del flaix són sensibles als cops o fins i tot la més mínima vibració baix funcionament pot espatllar-los. L'iPod d'Apple, el Creative Zen i el Commodore Evic són exemples de reproductors populars basats en disc dur.

## Principals reproductors d'àudio digital i fabricants
- Archos
- Commodore Evic, de Commodore International
- Creative NOMAD, Creative Zen, MuVo, de Creative Technology
- Gigabeat, de Toshiba
- GOGEAR, de Philips
- IAudio, de Cowon
- IPod, d'Apple Inc
- IRiver
- Sandisk Sansa de Sandisk Corporation
- Q-Be
- Walkman, PlayStation Portable, de Sony
- YEPP, de Samsung
- Zune, de Microsoft
- Energy System